# Светозар Чиплић
Светозар Чиплић (Нови Сад, 1965) српски је универзитетски професор и бивши политичар. Доцент је Правног факултета Универзитета у Новом Саду и бивши министар за људска и мањинска права у Влади Републике Србије.

## Биографија
Дипломирао је на Правном факултету у Новом Саду 1993. године. Магистрирао је на истом факултету 1996. године, одбранивши магистарски рад на тему „Држава у стању нужде“. Докторирао је на Правном факултету Универзитета у Бања Луци са темом „Имунитет народних посланика и његов утицај на карактер посланичког мандата“.
За асистента за наставни предмет Уставно право на Правном факултету у Новом Саду изабран је 1995. године. За доцента је изабран 2011. године.
Област научног интересовања: организација државне власти (посебно: организација и начин функционисања парламента, однос парламента и владе), политичка теорија и политичка филозофија.
Од 2002. до 2008. био је судија Уставног суда Републике Србије. Током овог периода био је члан уставног савета председника Републике Србије и учествовао у стварању предлога Устава, као и стварању коначног текста Устава Републике Србије који је донет и усвојен 2006. године.
Од 2008. до 2011. године обављао је дужност министра за људска и мањинска права у Влади Републике Србије. У овом периоду био је руководилац стручног тима за израду предлога Закона о забрани дискриминације као и Закона о националним саветима националних мањина.

## Чланство у организацијама и телима
- 2014. године изабран је у комисију Скупштине Аутономне покрајине Војводине која је сачинила нацрт новог Статута АП Војводине.
- Од 2007. године члан је Етичког одбора Института за кардиоваскуларне болести у Сремској Каменици а од 2015. године, члан је и Етичког одбора Института за онкологију и радиологију у Сремској Каменици.
- Од 2013. до 2017. године био је председник Етичког одбора Универзитета у Новом Саду.

## Одабрана дела

### Књиге
1. Чиплић, Светозар (1999). Држава у ванредним приликама. СЦИ, Нови Сад.
2. Чиплић, Светозар (2016). Аутентично тумачење закона као извор конституционалног права. Правни факултет, Центар за издавачку делатност, Нови Сад. ISBN 978-86-7774-166-2.

### Научни радови
1. Чиплић, Светозар; Рајић, Наташа; Радошевић, Ратко (2017). „Људска права, подаци о личности и биомедицина”. [[У: Правни аспекти биомедицине и заштите животне средине, зборник радова (главни и одговорни уредник Слободан Орловић), Нови Сад, Правни факултет, Центар за издавачку делатност]]: 141-151.
2. Чиплић, Светозар; Мартиновић, Александар; Рајић, Наташа (2016). „УСТАВНИ ОКВИРИ ПРОЦЕСА ДЕЦЕНТРАЛИЗАЦИЈЕ И РЕФОРМЕ УПРАВЉАЊА ДРЖАВОМ НА ПРИМЕРИМА СРБИЈЕ И ХРВАТСКЕ” (PDF). Зборник радова Правног факултета у Новом Саду. L br. 1: 161–182. Архивирано из оригинала (PDF) 20. 11. 2020. г. Приступљено 30. 10. 2018.
3. Чиплић, Светозар; Маринковић, Душан; Лазар, Жолт (2016). „Рационализована децентрализација и њен утицај на положај грађана и националних мањина у Републици Србији”. Социолошки преглед. L br. 1: 23-39.
4. Чиплић, Светозар (2015). „ДЕЦЕНТРАЛИЗАЦИЈА СРБИЈЕ И МОДЕЛИ РЕГИОНАЛИЗМА НА ПОЈЕДИНИМ ПРИМЕРИМА” (PDF). Зборник радова Правног факултета у Новом Саду. XLIX br. 3: 1205–1229. Архивирано из оригинала (PDF) 18. 10. 2020. г. Приступљено 30. 10. 2018.
5. Чиплић, Светозар (2015). „УСТАВ РЕПУБЛИКЕ СРБИЈЕ И РАЦИОНАЛИЗОВАНА ДЕЦЕНТРАЛИЗАЦИЈА” (PDF). Зборник радова Правног факултета у Новом Саду. XLIX br. 4: 1789–1811. Архивирано из оригинала (PDF) 04. 10. 2020. г. Приступљено 30. 10. 2018.
6. Чиплић, Светозар (2014). „АУТОНОМНА ПОКРАЈИНА ВОЈВОДИНА ИЗМЕЂУ УСТАВА И ОДЛУКЕ УСТАВНОГ СУДА РЕПУБЛИКЕ СРБИЈЕ” (PDF). Зборник радова Правног факултета у Новом Саду. XLVIII br. 4: 427–438. Архивирано из оригинала (PDF) 08. 10. 2020. г. Приступљено 30. 10. 2018.
7. Маринковић, Душан; Чиплић, Светозар; Ристић, Душан (2014). „Пост-паноптицизам и потрошња структурних категорија: нова оптика моћи у друштвима контроле”. У: Структурне промене у савременим друштвима (уредници Срђан Шљукић и Душан Ристић), Нови Сад, Филозофски факултет, Одсек за социологију: 69-72.
8. Ђуричић, Милутин; Чиплић, Светозар (2014). „Транзиция и конституционное судопроизводство”. Теория и практика общественного развития. br. 5: 223-228.
9. Чиплић, Светозар (2012). „Имунитет неповредивости у уставима неких европских земаља у транзицији” (PDF). Зборник радова Правног факултета у Новом Саду. XLVI br. 4: 335–348. Архивирано из оригинала (PDF) 22. 11. 2020. г. Приступљено 30. 10. 2018.
10. Чиплић, Светозар (2011). „Однос посланика и политичких странака” (PDF). Зборник Матице српске за друштвене науке. br. 135: 259-268.